# Liberté
Liberté ("Liberdade") tem sido o hino nacional da Guiné desde sua independência em 1958. A letra é de autoria desconhecida e a música foi composta por Kodofo Moussa.

## Letra oficial (em francês)
Peuple d'Afrique!
Le Passé historique!
Que chante l'hymne de la Guinée fière et jeune
Illustre epopée de nos frères
Morts au champ d'honneur en libérant l'Afrique!
Le peuple de Guinée prêchant l'unité
Appelle l'Afrique.
Liberté! C'est la voix d'un peuple
Qui appelle tous ses frères a se retrouver.
Liberté! C'est la voix d'un peuple
Qui appelle tous ses frères de la grande Afrique.
Bâtissons l'unité africaine dans l'indépendance retrouvée.